# Emmett Till (film)
Cet article concerne le film biographique. Pour la personnalité, voir Emmett Till.
Pour plus de détails, voir Fiche technique et Distribution.
Emmett Till (Till) est un film américain réalisé par Chinonye Chukwu, sorti en 2022.
Il s'agit d'un film biographique sur Mamie Till-Mobley (1921-2003) et son combat pour la justice après le lynchage de son fils de 14 ans, Emmett Till (1941-1955), ayant lieu dans la région du delta du Mississippi (États-Unis), dont le meurtre est l'un des principaux événements tragiques qui ont jalonné le mouvement américain des droits civiques.

## Synopsis
Mamie Till est devenu enseignante et militante au sein du mouvement américain des droits civiques après la mort son fils, Emmett. Ce dernier avait été roué de coup, en 1955, alors âgé de 14 ans, abattu, puis jeté dans la rivière Tallahatchie, avec un ventilateur de machine à trier le coton  attaché autour du cou à l'aide de fil barbelé, par des suprémacistes blancs pour avoir soi-disant sifflé une blanche, alors qu'il rendait visite ses cousins à Money (Mississippi). Mamie Till insista pour que le cercueil, contenant le corps meurtri de son fils, soit laissé ouvert afin de montrer à tous ce qu'on lui avait fait. Le film est entièrement raconté de son point de vue. Le meurtre d'Emmett Till est évoqué, mais pas montré, dans le film.

## Fiche technique
Sauf indication contraire, les informations mentionnées dans cette section peuvent être confirmées par la base de données cinématographiques IMDb,  présente dans la section « Liens externes ».
- Titre original : Till
- Titre français : Emmett Till
- Réalisation : Chinonye Chukwu
- Scénario : Keith Beauchamp (en), Chinonye Chukwu et Michael Reilly
- Musique : Abel Korzeniowski
- Direction artistique : Carlton Lee Jr. et Christopher Tandon
- Décors : Curt Beech
- Costumes : Marci Rodgers
- Photographie : Bobby Bukowski
- Montage : Ron Patane
- Production : Keith Beauchamp, Barbara Broccoli, Whoopi Goldberg, Thomas Levine, Michael Reilly et Frederick Zollo
- Production déléguée : Chinonye Chukwu et Preston L. Holmes
- Sociétés de production : EON Productions, Frederick Zollo Productions, Metro-Goldwyn-Mayer, Orion Pictures et Lil' Whoop Productions
- Société de distribution : United Artists (États-Unis)
- Budget : 20 millions de dollars[4]
- Pays de production :  États-Unis
- Langue originale : anglais
- Format : couleur - son Dolby Digital
- Genre : drame biographique
- Durée : 130 minutes
- Dates de sortie[5] :
  - États-Unis : 1er octobre 2022 (festival de New York) ; 14 octobre 2022 (sortie limitée) ; 28 octobre 2022 (sortie nationale)
  - France : 8 février 2023

## Distribution
- Danielle Deadwyler (VF : Sara Martins) : Mamie Till-Mobley
- Jalyn Hall (en) (VF : Geoffrey Loval) : Emmett Till
- Frankie Faison (VF : Rody Benghezala) : John Carthan
- Haley Bennett (VF : Julie Schotsmans) : Carolyn Bryant
- Whoopi Goldberg (VF : Maïk Darah) : Alma Carthan
- Sean Patrick Thomas (VF : Frantz Confiac) : Gene Mobley
- John Douglas Thompson (en) (VF : Daniel Kamwa) : Moses Wright
- Gem Collins : Wheeler Parker
- Diallo Thompson (VF : Ambroise Michel) : Maurice
- Tyrik Johnson (VF : Dany Bomou) : Simmy
- Enoch King : Johnny B. Washington
- Carol J. Mckenith (VF : Esthèle Dumand) : Willie Mae
- Elizabeth Youman (VF : Jocelyne Nzunga) : Ollie
- Keisha Tillis (VF : Virginie Emane) : Elizabeth Wright
- Sean Michael Weber (VF : Stéphane Bazin) : Roy Bryant
- Eric Whitten (VF : Alexis Ballesteros) : JW Milam
- Njema Williams : Henry Loggins
- Jayme Lawson (VF : Déborah Claude) : Myrlie Evers-Williams
- Tosin Cole (VF : Alex Fondja) : Medgar Evers
- Kevin Carroll (en) : Rayfield Mooty
- Roger Guenveur Smith (VF : Gabriel Le Doze) : T. R. M. Howard
- E. Roger Mitchell : Roy Wilkins

## Production

### Genèse et développement
Le 27 août 2020, on annonce que Chinonye Chukwu préparait, en tant que scénariste et réalisatrice, un film sur la vie de Mamie Till-Mobley et son combat pour la justice après le lynchage de son fils de 14 ans, Emmett Till. Produit par Orion Pictures, le film a compté 27 ans de recherche fournie par Keith Beauchamp (en), dont les efforts ont conduit à la réouverture du dossier d'Emmett Till par le département de la Justice des États-Unis en 2004. Simeon Wright, le cousin de Till et témoin de l'évènement, œuvré comme consultant jusqu'à sa mort en 2017. le scénario de Chinonye Chukwu est basé sur un projet qu'elle a auparavant co-écrit avec Keith Beauchamp et le producteur Michael Reilly.

### Attribution des rôles
En juillet 2021, Danielle Deadwyler et Whoopi Goldberg sont engagés pour ce projet. En août Jalyn Hall (en) est choisi pour le rôle d'Emmett Till. En octobre 2021, Frankie Faison, Jayme Lawson, Tosin Cole, Kevin Carroll, Sean Patrick Thomas, John Douglas Thompson, Roger Guenveur Smith et Haley Bennett sont confirmés pour chacun un rôle,.

### Tournage
Le tournage commence en septembre 2021, dans le comté de Bartow (Géorgie).

### Musique
La musique du film est composée par Abel Korzeniowski, dont la bande originale est sortie le 28 octobre 2022 par Mercury Classics.
Liste de pistes
1. Through the Tunnel (1:42)
2. Chicago (1:44)
3. Watch (1:19)
4. Wolf Whistle (0:44)
5. They've Come for You! (4:36)
6. A Perfect Baby (2:49)
7. The Tallahatchie River (2:09)
8. Why Is This Happening? (3:28)
9. Threnody (1:48)
10. This Is My Boy (4:45)
11. The Story Must Continue (1:49)
12. Money, Mississippi (2:24)
13. Witness (1:53)
14. We Do the Best We Can (1:46)
15. I Know What the Verdict Is (1:14)
16. I'm Ready to Go (4:09)
17. Emmett's Room (4:01)

## Accueil

### Festival et sorties
Le film est présenté le 1er octobre 2022 au festival du film de New York (États-Unis). Il y a ensuite une sortie limitée le 14 octobre 2022, puis dans tous les états dès le 28 octobre 2022.
En France, il sort le 8 février 2023.